# Большевик (Орловский район, Орловская область)
Большевик — поселок в Орловском районе Орловской области.

## География
Находится в центральной части Орловской области на расстоянии приблизительно 22 км на север по прямой от железнодорожного вокзала станции Орёл.

## История
На карте 1941 года уже отмечен был как поселок Сахарный с 11 дворами. До 2021 года входил в Жиляевское сельское поселение Орловского района.

## Население
Численность населения: 2 человека (русские 100 %) в 2002 году, 10 в 2010.